# 布拉伊 (乌克兰)
49°24′46″N 29°6′44″E / 49.41278°N 29.11222°E
布拉伊（烏克蘭語：Булаї），是烏克蘭文尼察州文尼察區的村落，位於該國西南部，面積0.3平方公里，海拔高度278米，2001年人口364，人口密度每平方公里1,221.48人。